# Lista de comunas dos Camarões
As Comunas dos Camarões são o terceiro-nível de unidades de administração nos Camarões. As comunas são organizadas por arrondissements das Divisões dos Camarões de cada província.
Em 2005 (e desde 1996), existem duas comunidades urbanas (Douala e Yaoundé) divididos em 11 distritos urbanos(5 em Douala e 6 em Yaounde), 9 vilas com estatuto especial (Nkongsamba, Bafoussam, Bamenda, Limbe, Edéa, Ebolowa, Garoua, Maroua e Kumba)
, 11 comunas urbanas e 305 comunas rurais.

## Lista de comunas

### A-Z

#### A
| Comuna      | Departamento     | Província  |
| Abong-Mbang | Haut-Nyong       | Est        |
| Afanloum    | Méfou-et-Afamba  | Centre     |
| Ako         | Donga Mantung    | Nord-Ouest |
| Akoeman     | Nyong-et-So'o    | Centre     |
| Akom II     | Océan            | Sud        |
| Akono       | Méfou-et-Akono   | Centre     |
| Akonolinga  | Nyong-et-Mfoumou | Centre     |
| Akwaya      | Manyu            | Sud-Ouest  |
| Alou        | Lebialem         | Sud-Ouest  |
| Ambam       | Vallée du Ntem   | Sud        |
| Andek       | Momo             | Nord-Ouest |
| Angossas    | Haut-Nyong       | Est        |
| Atok        | Haut-Nyong       | Est        |
| Awaé        | Méfou-et-Afamba  | Centre     |
| Ayos        | Nyong-et-Mfoumou | Centre     |

#### B
| Comuna      | Departamento        | Província    |
| Babadjou    | Bamboutos           | Ouest        |
| Babessi     | Ngo-Ketunjia        | Nord-Ouest   |
| Babouantou  | Haut-Nkam           | Ouest        |
| Bafang      | Haut-Nkam           | Ouest        |
| Bafia       | Mbam-et-Inoubou     | Centre       |
| Bafou       | Haut-Nkam           | Ouest        |
| Bafoussam   | Mifi                | Ouest        |
| Bafut       | Mezam               | Nord-Ouest   |
| Baham       | Hauts-Plateaux      | Ouest        |
| Bali        | Mezam               | Nord-Ouest   |
| Balikumbat  | Ngo-Ketunjia        | Nord-Ouest   |
| Bamenda     | Mezam               | Nord-Ouest   |
| Bamendjou   | Hauts-Plateaux      | Ouest        |
| Bamuso      | Ndian               | Sud-Ouest    |
| Bana        | Haut-Nkam           | Ouest        |
| Bandja      | Haut-Nkam           | Ouest        |
| Bandjoun    | Koung-Khi           | Ouest        |
| Bangangté   | Ndé                 | Ouest        |
| Bangem      | Koupé et Manengouba | Sud-Ouest    |
| Banka       | Haut-Nkam           | Ouest        |
| Bangou      | Hauts-Plateaux      | Ouest        |
| Bangourain  | Noun                | Ouest        |
| Bankim      | Mayo-Banyo          | Adamaoua     |
| Banyo       | Mayo-Banyo          | Adamaoua     |
| Baré        | Mungo               | Littoral     |
| Bashéo      | Bénoué              | Nord         |
| Bassamba    | Ndé                 | Ouest        |
| Batcham     | Bamboutos           | Ouest        |
| Batchenga   | Lékié               | Centre       |
| Batibo      | Momo                | Nord-Ouest   |
| Batié       | Hauts-Plateaux      | Ouest        |
| Batoufam    | Koung-Khi           | Ouest        |
| Batouri     | Kadey               | Est          |
| Bayangam    | Koung-Khi           | Ouest        |
| Bazou       | Ndé                 | Ouest        |
| Beka        | Faro                | Nord         |
| Bélabo      | Lom-et-Djérem       | Est          |
| Belel       | Vina                | Adamaoua     |
| Belo        | Boyo                | Nord-Ouest   |
| Benakuma    | Menchum             | Nord-Ouest   |
| Bengbis     | Dja et Lobo         | Sud          |
| Bertoua     | Lom-et-Djérem       | Est          |
| Bétaré-Oya  | Lom-et-Djérem       | Est          |
| Bibemi      | Bénoué              | Nord         |
| Bibey       | Haute- Sanaga       | Centre       |
| Bikok       | Méfou-et-Akono      | Centre       |
| Bipindi     | Océan               | Sud          |
| Biwong-Bane | Mvila               | Sud          |
| Biwong-Bulu | Mvila               | Sud          |
| Biyouha     | Nyong-et-Kéllé      | Centre       |
| Blangoua    | Logone-et-Chari     | Extrême-Nord |
| Bokito      | Mbam-et-Inoubou     | Centre       |
| Bonaléa     | Mungo               | Littoral     |
| Bondjock    | Nyong-et-Kéllé      | Centre       |
| Bot-Makak   | Nyong-et-Kéllé      | Centre       |
| Bourrha     | Mayo-Tsanaga        | Extrême-Nord |
| Buéa        | Fako                | Sud-Ouest    |

#### C
| Comuna | Departamento | Província |
| Campo  | Océan        | Sud       |

#### D
| Comuna       | Departamento    | Província    |
| Dargala      | Diamaré         | Extrême-Nord |
| Darak        | Diamaré         | Extrême-Nord |
| Datcheka     | Mayo-Danay      | Extrême-Nord |
| Dembo        | Bénoué          | Nord         |
| Demding      | Koung-Khi       | Ouest        |
| Deuk         | Mbam-et-Inoubou | Centre       |
| Diang        | Lom-et-Djérem   | Est          |
| Dibamba      | Sanaga-Maritime | Littoral     |
| Dibang       | Nyong-et-Kéllé  | Centre       |
| Dibombari    | Mungo           | Littoral     |
| Dikome-Balue | Ndian           | Sud-Ouest    |
| Dimako       | Haut-Nyong      | Est          |
| Dir          | Mbéré           | Adamaoua     |
| Dizangué     | Sanaga-maritime | Littoral     |
| Djohong      | Mbéré           | Adamaoua     |
| Djoum        | Dja et Lobo     | Sud          |
| Douala       | Wouri           | Littoral     |
| Doumaintang  | Haut-Nyong      | Est          |
| Doumé        | Haut-Nyong      | Est          |
| Dschang      | Menoua          | Ouest        |
| Dzeng        | Nyong-et-So'o   | Centre       |
| Dziguilao    | Mayo-kani       | Extrême-Nord |

#### E
| Comuna      | Departamento     | Província  |
| Ebebda      | Lékié            | Centre     |
| Ebolowa     | Mvila            | Sud        |
| Ebone       | Mungo            | Littoral   |
| Édéa        | Sanaga maritime  | Littoral   |
| Edzendouan  | Méfou-et-Afamba  | Centre     |
| Efoulan     | Mvila            | Sud        |
| Ekondo-Titi | Ndian            | Sud-Ouest  |
| Elak-Oku    | Bui              | Nord-Ouest |
| Elig-Mfomo  | Lékié            | Centre     |
| Endom       | Nyong-et-Mfoumou | Centre     |
| Éséka       | Nyong et Kellé   | Centre     |
| Esse        | Méfou-et-Afamba  | Centre     |
| Evodoula    | Lékié            | Centre     |
| Eyumodjock  | Manyu            | Sud-Ouest  |

#### F
| Comuna      | Departamento    | Província    |
| Figuil      | Mayo-Louti      | Nord         |
| Fokoué      | Menoua          | Ouest        |
| Fonfuka     | Boyo            | Nord-Ouest   |
| Fongo-Tongo | Menoua          | Ouest        |
| Fotokol     | Logone-et-Chari | Extrême-Nord |
| Foumban     | Noun            | Ouest        |
| Foumbot     | Noun            | Ouest        |
| Fundong     | Boyo            | Nord-Ouest   |
| Furu-Awa    | Menchum         | Nord-Ouest   |

#### G
| Comuna        | Departamento    | Província    |
| Galim         | Bamboutos       | Ouest        |
| Galim-Tignère | Faro-et-Déo     | Adamaoua     |
| Gari-Gombo    | Boumba-et-Ngoko | Est          |
| Garoua        | Bénoué          | Nord         |
| Garoua-Boulaï | Lom-et-Djérem   | Est          |
| Gashiga       | Bénoué          | Nord         |
| Gawaza        | Diamaré         | Extrême-Nord |
| Gobo          | Mayo-Danay      | Extrême-Nord |
| Goulfey       | Logone-et-Chari | Extrême-Nord |
| Gueme         | Mayo-Danay      | Extrême-Nord |
| Guere         | Mayo-Danay      | Extrême-Nord |
| Guider        | Mayo-Louti      | Nord         |
| Guider        | Mayo-Rey        | Nord         |
| Guidiguis     | Mayo-kani       | Extrême-Nord |

#### H
| Comuna     | Departamento    | Província    |
| Hile-Alifa | Logone-et-Chari | Extrême-Nord |
| Hina       | Mayo-Tsanaga    | Extrême-Nord |

#### I
| Comuna    | Departamento | Província |
| Idabato   | Ndian        | Sud-Ouest |
| Idenau    | Fako         | Sud-Ouest |
| Isanguele | Ndian        | Sud-Ouest |

#### J
| Comuna | Departamento | Província  |
| Jakiri | Bui          | Nord-Ouest |

#### K
| Comuna           | Departamento     | Província    |
| Kaélé            | Mayo-kani        | Extrême-Nord |
| Kai-Kai          | Mayo-Danay       | Extrême-Nord |
| Kalfou           | Mayo-Danay       | Extrême-Nord |
| Kay-Hay          | Mayo-Danay       | Extrême-Nord |
| Kékem            | Haut-Nkam        | Ouest        |
| Kentzou          | Kadey            | Est          |
| Kette            | Kadey            | Est          |
| Kiiki            | Mbam-et-Inoubou  | Centre       |
| Kobdombo         | Nyong-et-Mfoumou | Centre       |
| Kolofata         | Mayo-sava        | Extrême-Nord |
| Kombo-Abedimo    | Ndian            | Sud-Ouest    |
| Kombo-Idinti     | Ndian            | Sud-Ouest    |
| Kon-Yambetta     | Mbam-et-Inoubou  | Centre       |
| Kongso-Bamougoum | Mifi             | Ouest        |
| Kontcha          | Faro-et-Déo      | Adamaoua     |
| Konye            | Meme             | Sud-Ouest    |
| Kouoptamo        | Noun             | Ouest        |
| Kousséri         | Logone-et-Chari  | Extrême-Nord |
| Koutaba          | Noun             | Ouest        |
| Koza             | Mayo-Tsanaga     | Extrême-Nord |
| Kribi            | Océan            | Sud          |
| Kumba            | Meme             | Sud-Ouest    |
| Kumbo            | Bui              | Nord-Ouest   |

#### L
| Comuna       | Departamento    | Província    |
| Lafé-Baleng  | Mifi            | Ouest        |
| Lagdo        | Bénoué          | Nord         |
| Lembe-Yezoum | Haute- Sanaga   | Centre       |
| Limbé        | Fako            | Sud-Ouest    |
| Lobo         | Lékié           | Centre       |
| Logone-Birni | Logone-et-Chari | Extrême-Nord |
| Lokoundje    | Océan           | Sud          |
| Lolodorf     | Océan           | Sud          |
| Lomié        | Haut-Nyong      | Est          |
| Loum         | Mungo           | Littoral     |

#### M
| Comuna      | Departamento     | Província    |
| Ma'an       | Vallée du Ntem   | Sud          |
| Mabanga     | Vina             | Adamaoua     |
| Maga        | Mayo-Danay       | Extrême-Nord |
| Magba       | Noun             | Ouest        |
| Maikari     | Logone-et-Chari  | Extrême-Nord |
| Makak       | Nyong-et-Kéllé   | Centre       |
| Makénéné    | Mbam-et-Inoubou  | Centre       |
| Malentouen  | Noun             | Ouest        |
| Mamfé       | Manyu            | Sud-Ouest    |
| Mandingring | Mayo-Rey         | Nord         |
| Mandjou     | Lom-et-Djérem    | Est          |
| Manjo       | Mungo            | Littoral     |
| Manoka      | Wouri            | Littoral     |
| Maroua      | Diamaré          | Extrême-Nord |
| Massangam   | Noun             | Ouest        |
| Massock     | Sanaga-maritime  | Littoral     |
| Matomb      | Nyong-et-Kéllé   | Centre       |
| Mayo-Baléo  | Faro-et-Déo      | Adamaoua     |
| Mayo-Darlé  | Mayo-Banyo       | Adamaoua     |
| Mayo-Hourna | Bénoué           | Nord         |
| Mayo-Oulo   | Mayo-Louti       | Nord         |
| Mbalmayo    | Nyong et So'o    | Centre       |
| Mbandjock   | Haute- Sanaga    | Centre       |
| Mbang       | Kadey            | Est          |
| Mbanga      | Mungo            | Littoral     |
| Mbangassina | Mbam-et-Kim      | Centre       |
| Mbankomo    | Méfou-et-Akono   | Centre       |
| Mbe         | Vina             | Adamaoua     |
| Mbengwi     | Momo             | Nord-Ouest   |
| Mbiame      | Bui              | Nord-Ouest   |
| Mboma       | Haut-Nyong       | Est          |
| Mbonge      | Meme             | Sud-Ouest    |
| Mbouda      | Bamboutos        | Ouest        |
| Meiganga    | Mbéré            | Adamaoua     |
| Melong      | Mungo            | Littoral     |
| Mengang     | Nyong-et-Mfoumou | Centre       |
| Mengong     | Mvila            | Sud          |
| Mengueme    | Nyong-et-So'o    | Centre       |
| Menji       | Lebialem         | Sud-Ouest    |
| Meri        | Diamaré          | Extrême-Nord |
| Messamena   | Haut-Nyong       | Est          |
| Messok      | Haut-Nyong       | Est          |
| Messondo    | Nyong-et-Kéllé   | Centre       |
| Meyomessala | Dja-et-Lobo      | Sud          |
| Meyomessi   | Dja-et-Lobo      | Sud          |
| Mfou        | Méfou-et-Afamba  | Centre       |
| Mindif      | Mayo-kani        | Extrême-Nord |
| Mindourou   | Haut-Nyong       | Est          |
| Minta       | Haute- Sanaga    | Centre       |
| Mintom      | Dja et Lobo      | Sud          |
| Misaje      | Donga Mantung    | Nord-Ouest   |
| Modzogo     | Mayo-Tsanaga     | Extrême-Nord |
| Mogode      | Mayo-Tsanaga     | Extrême-Nord |
| Mokolo      | Mayo-Tsanaga     | Extrême-Nord |
| Moloundou   | Boumba-et-Ngoko  | Est          |
| Mombo       | Mungo            | Littoral     |
| Monatélé    | Lékié            | Centre       |
| Mora        | Mayo-sava        | Extrême-Nord |
| Mouanko     | Sanaga-maritime  | Littoral     |
| Moulvoudaye | Mayo-kani        | Extrême-Nord |
| Moutourwa   | Mayo-kani        | Extrême-Nord |
| Mudemba     | Ndian            | Sud-Ouest    |
| Muyuka      | Fako             | Sud-Ouest    |
| Mvangane    | Mvila            | Sud          |
| Mvengue     | Océan            | Sud          |

#### N
| Comuna         | Departamento    | Província    |
| Nanga-Eboko    | Haute- Sanaga   | Centre       |
| Ndelele        | Kadey           | Est          |
| Ndikiniméki    | Mbam-et-Inoubou | Centre       |
| Ndobian        | Nkam            | Littoral     |
| Ndom           | Sanaga-maritime | Littoral     |
| Ndop           | Ngo-Ketunjia    | Nord-Ouest   |
| Ndoukoula      | Diamaré         | Extrême-Nord |
| Ndu            | Donga Mantung   | Nord-Ouest   |
| Nganha         | Vina            | Adamaoua     |
| Ngambé         | Sanaga-maritime | Littoral     |
| Ngambè-Tikar   | Mbam-et-Kim     | Centre       |
| Ngaoui         | Mbéré           | Adamaoua     |
| Ngaoundal      | Djerem          | Adamaoua     |
| Ngaoundéré     | Vina            | Adamaoua     |
| Ngog-Mapubi    | Nyong-et-Kéllé  | Centre       |
| Ngomedzap      | Nyong-et-So'o   | Centre       |
| Ngong          | Bénoué          | Nord         |
| Ngoro          | Mbam-et-Kim     | Centre       |
| Ngoulemakong   | Mvila           | Sud          |
| Ngoumou        | Méfou-et-Akono  | Centre       |
| Ngoura         | Lom-et-Djérem   | Est          |
| Ngoyla         | Haut-Nyong      | Est          |
| Nguelebok      | Kadey           | Est          |
| Nguelemendouka | Haut-Nyong      | Est          |
| Ngui-Bassal    | Nyong-et-Kéllé  | Centre       |
| Ngwei          | Sanaga-Maritime | Littoral     |
| Niete          | Océan           | Sud          |
| Nitoukou       | Mbam-et-Inoubou | Centre       |
| Njikwa         | Momo            | Nord-Ouest   |
| Njimom         | Noun            | Ouest        |
| Njinikom       | Boyo            | Nord-Ouest   |
| Njombé         | Moungo          | Littoral     |
| Nkambé         | Donga Mantung   | Nord-Ouest   |
| Nkolafamba     | Méfou-et-Afamba | Centre       |
| Nkolmetet      | Nyong-et-So'o   | Centre       |
| Nkondjock      | Nkam            | Littoral     |
| Nkongsamba     | Mungo           | Littoral     |
| Nkongsamba     | Moungo          | Littoral     |
| Nkong-Zem      | Menoua          | Ouest        |
| Nkor           | Bui             | Nord-Ouest   |
| Nkoteng        | Haute- Sanaga   | Centre       |
| Nkum           | Bui             | Nord-Ouest   |
| Nsem           | Haute- Sanaga   | Centre       |
| Ntui           | Mbam-et-Kim     | Centre       |
| Nwa            | Donga Mantung   | Nord-Ouest   |
| Nyambaka       | Vina            | Adamaoua     |
| Nyanon         | Sanaga-maritime | Littoral     |

#### O
| Comuna    | Departamento    | Província |
| Obala     | Lékié           | Centre    |
| Okola     | Lékié           | Centre    |
| Olamze    | Vallée du Ntem  | Sud       |
| Olanguina | Méfou-et-Afamba | Centre    |
| Ombessa   | Mbam-et-Inoubou | Centre    |
| Ouli      | Kadey           | Est       |
| Oveng     | Dja et Lobo     | Sud       |

#### P
| Comuna       | Departamento    | Província    |
| Penja        | Mungo           | Littoral     |
| Penka-Michel | Menoua          | Ouest        |
| Petté        | Diamaré         | Extrême-Nord |
| Pitoa        | Bénoué          | Nord         |
| Poli         | Faro            | Nord         |
| Pouma        | Sanaga-maritime | Littoral     |

#### R
| Comuna | Departamento | Província    |
| Roua   | Mayo-Tsanaga | Extrême-Nord |

#### S
| Comuna     | Departamento    | Província  |
| Sa'a       | Lékié           | Centre     |
| Salapoumbé | Boumba-et-Ngoko | Est        |
| Sangmélima | Dja et Lobo     | Sud        |
| Santa      | Mezam           | Nord-Ouest |
| Santchou   | Menoua          | Ouest      |
| Soa        | Méfou-et-Afamba | Centre     |
| Somalomo   | Haut-Nyong      | Est        |

#### T
| Comuna      | Departamento        | Província    |
| Tchati-Bali | Mayo-Danay          | Extrême-Nord |
| Tcholliré   | Mayo-Rey            | Nord         |
| Tibati      | Djerem              | Adamaoua     |
| Tignère     | Faro-et-Déo         | Adamaoua     |
| Tiko        | Fako                | Sud-Ouest    |
| Tinto       | Manyu               | Sud-Ouest    |
| Toko        | Ndian               | Sud-Ouest    |
| Tokombéré   | Mayo-sava           | Extrême-Nord |
| Tombel      | Koupé et Manengouba | Sud-Ouest    |
| Tonga       | Ndé                 | Ouest        |
| Touboro     | Mayo-Rey            | Nord         |
| Touloum     | Mayo-kani           | Extrême-Nord |
| Touroua     | Bénoué              | Nord         |
| Tubah       | Mezam               | Nord-Ouest   |

#### W
| Comuna        | Departamento    | Província    |
| Wabane        | Lebialem        | Sud-Ouest    |
| Wasa          | Logone-et-Chari | Extrême-Nord |
| Widikum-Boffe | Momo            | Nord-Ouest   |
| Wina          | Mayo-Danay      | Extrême-Nord |
| Wum           | Menchum         | Nord-Ouest   |

#### Y
| Comuna    | Departamento    | Província    |
| Yabassi   | Nkam            | Littoral     |
| Yagoua    | Mayo-Danay      | Extrême-Nord |
| Yaoundé   | Mfoundi         | Centre       |
| Yingui    | Nkam            | Littoral     |
| Yokadouma | Boumba-et-Ngoko | Est          |
| Yoko      | Mbam-et-Kim     | Centre       |

#### Z
| Comuna  | Departamento    | Província    |
| Zhoa    | Menchum         | Nord-Ouest   |
| Zina    | Logone-et-Chari | Extrême-Nord |
| Zoétélé | Dja-et-Lobo     | Sud          |